# Dežman
Dežman je priimek več znanih oseb v Sloveniji, ki ga je po podatkih Statističnega urada Republike Slovenije na dan 1. januarja 2010 uporabljalo 670 oseb.

## Znani slovenski nosilci priimka
- Aleksandra Dežman, novinarka
- Aljoša Dežman, pravnik
- Alojzij Dežman (1919–1943), poveljnik domobranske postojanke na Svetem Urhu
- Ana Dežman (*1982), pevka zabavne glasbe
- Anton Dežman - Tonček (1920–1977), partizan, general in narodni heroj
- Branko Dežman (*1947), kineziolog, prof. FŠ
- Dragotin Dežman (Karel Dežman, Karl Deschmann), (1821–1889), (slovensko-nemški) politik, arheolog, muzealec, kustos, naravoslovec, pesnik
- Edi Dežman (*1944), baletni plesalec
- Iris Dežman (*1990), socialna delavka
- Josip Dežman (1898–1945), jugoslovanski, četniški in domobranski častnik
- Jože Dežman (*1955), zgodovinar, muzealec, filozof, publicist
- Maja Dežman, igralka, lutkarica
- Mario Dežman, novinar?
- Martin Vogrič Dežman, fotograf
- Mihael Dežman (1783–1833), trgovec
- Mojca Dežman (*1967), smučarka
- Nejc Dežman (*1992), smučarski skakalec
- Polde Dežman (1916–1982), igralec in lutkovni režiser
- Rok Dežman, programski vodja Trubarjeve hiše literature
- Roman Dežman, menedžer (direktor: Slovenska postelja)
- Zdenka Dežman, rokometašica
- Zlatko (Zlatan) Dežman (*1951), pravnik, sodnik, prof. PF UM

## Znani tuji nosilci priimka
- Bianca Dežman (por. Kavur) (1915–1994), hrvaška operna pevka
- Ivan Dežman (1841–1873), hrvaški zdravnik, književnik, leksikograf
- Milivoj Dežman (1873–1940), hrvaški književnik in literarni kritik